# Campionati italiani invernali di lanci
I Campionati italiani invernali di lanci sono i campionati italiani delle tre specialità dei lanci, escluso il getto del peso, che per motivi logistici non hanno un'attività indoor. Sono organizzati dalla Federazione Italiana di Atletica Leggera dal 1984.

## Edizioni
| Anno | Luogo            | Data           |
| ---- | ---------------- | -------------- |
| 1984 | Palermo          | 26 febbraio    |
| 1985 | Palermo          | 6 marzo        |
| 1986 | Tirrenia         | 1º marzo       |
| 1987 | Formia           | 28 febbraio    |
| 1988 | Palermo (uomini) | 13 marzo       |
| 1988 | Latina (donne)   | 6 marzo        |
| 1989 | Tirrenia         | 25 febbraio    |
| 1990 | Tirrenia         | 25 febbraio    |
| 1991 | Tirrenia         | 10 marzo       |
| 1992 | Tirrenia         | 8 marzo        |
| 1993 | Tirrenia         | 7 marzo        |
| 1994 | Tirrenia         | 6 marzo        |
| 1995 | Schio            | 4 marzo        |
| 1996 | Tirrenia         | 24 febbraio    |
| 1997 | Roma             | 9 marzo        |
| 1998 | Vigna di Valle   | 21-22 febbraio |
| 1999 | Vigna di Valle   | 27-28 febbraio |
| 2000 | Ascoli Piceno    | 26-27 febbraio |
| 2001 | Pietrasanta      | 3-4 marzo      |
| 2002 | Ascoli Piceno    | 2-3 marzo      |
| 2003 | Gioia Tauro      | 15-16 febbraio |

| Anno | Luogo                    | Data                 |
| ---- | ------------------------ | -------------------- |
| 2004 | Ascoli Piceno            | 28-29 febbraio       |
| 2005 | Vigna di Valle           | 26-27 febbraio       |
| 2006 | Ascoli Piceno            | 4-5 marzo            |
| 2007 | Bari                     | 3-4 marzo            |
| 2008 | San Benedetto del Tronto | 23-24 febbraio       |
| 2009 | Bari                     | 28 febbraio-1º marzo |
| 2010 | San Benedetto del Tronto | 6-7 marzo            |
| 2011 | Viterbo                  | 12-13 marzo          |
| 2012 | Lucca                    | 25-26 febbraio       |
| 2013 | Lucca                    | 23-24 febbraio       |
| 2014 | Lucca                    | 22-23 febbraio       |
| 2015 | Lucca                    | 21-22 febbraio       |
| 2016 | Lucca                    | 20-21 febbraio       |
| 2017 | Rieti                    | 25-26 febbraio       |
| 2018 | Rieti                    | 24-25 febbraio       |
| 2019 | Lucca                    | 23-24 febbraio       |
| 2020 | Lucca                    | 7-8 marzo            |
| 2021 | Molfetta                 | 27-28 febbraio       |
| 2022 | Mariano Comense          | 26-27 febbraio       |
| 2023 | Rieti                    | 25-26 febbraio       |

## Albo d'oro

### Uomini
In grassetto il record dei campionati.
| Anno | Lancio del disco       | Lancio del disco | Lancio del martello   | Lancio del martello | Lancio del giavellotto | Lancio del giavellotto |
| ---- | ---------------------- | ---------------- | --------------------- | ------------------- | ---------------------- | ---------------------- |
| Anno | Atleta                 | Misura           | Atleta                | Misura              | Atleta                 | Misura                 |
| 1984 | Marco Bucci            | 65,16            | Orlando Bianchini     | 76,00               | Alberto Serrani        | 64,14 (v.a.)           |
| 1985 | Marco Martino          | 61,48            | Lucio Serrani         | 71,32               | Fabio De Gaspari       | 74,90 (v.a.)           |
| 1986 | Marco Martino (2)      | 61,04            | Lucio Serrani (2)     | 67,32               | non disputato          | non disputato          |
| 1987 | Marco Martino (3)      | 61,52            | Enrico Sgrulletti     | 73,00               | Riccardo Coppoli       | 59,24                  |
| 1988 | Marco Martino (4)      | 59,58            | Enrico Sgrulletti (2) | 72,42               | Ivan Soffiato          | 69,00                  |
| 1989 | Marco Martino (5)      | 61,48            | Giuliano Zanello      | 76,04               | Riccardo Mannelli      | 59,40                  |
| 1990 | Luciano Zerbini        | 62,22            | Enrico Sgrulletti (3) | 71,38               | Sergio Visentini       | 72,36                  |
| 1991 | Marco Martino (6)      | 60,10            | Nicola Sundas         | 68,30               | Agostino Ghesini       | 69,92                  |
| 1992 | Adriano Coos           | 56,48            | Emilio Calabrò        | 69,38               | Fabio De Gaspari (2)   | 72,74                  |
| 1993 | Marco Martino (7)      | 59,06            | Emilio Calabrò (2)    | 74,06               | Ivan Soffiato (2)      | 69,16                  |
| 1994 | Alessandro Urlando     | 55,46            | Nicola Vizzoni        | 70,68               | Marco Belletti         | 72,92                  |
| 1995 | Diego Fortuna          | 58,50            | Giovanni Sanguin      | 70,78               | Daniele Ferazzuto      | 70,50                  |
| 1996 | Marco Martino (8)      | 58,60            | Enrico Sgrulletti (4) | 75,42               | Armin Kerer            | 69,80                  |
| 1997 | Alessandro Urlando (2) | 56,78            | Enrico Sgrulletti (5) | 81,64               | Alberto Desiderio      | 71,54                  |
| 1998 | Diego Fortuna (2)      | 57,93            | Nicola Vizzoni (2)    | 75,30               | Carlo Sonego           | 77,07                  |
| 1999 | Diego Fortuna (3)      | 63,13            | Nicola Vizzoni (3)    | 77,36               | Alberto Desiderio (2)  | 77,76                  |
| 2000 | Diego Fortuna (4)      | 62,82            | Nicola Vizzoni (4)    | 77,65               | Armin Kerer (2)        | 72,00                  |
| 2001 | Cristiano Andrei       | 60,75            | Nicola Vizzoni (5)    | 78,14               | Alberto Desiderio (3)  | 76,42                  |
| 2002 | Stefano Lomater        | 62,12            | Nicola Vizzoni (6)    | 75,54               | Alberto Desiderio (4)  | 74,96                  |
| 2003 | Diego Fortuna (5)      | 59,36            | Nicola Vizzoni (7)    | 74,35               | Alberto Desiderio (5)  | 75,10                  |
| 2004 | Stefano Lomater (2)    | 58,91            | Nicola Vizzoni (8)    | 75,90               | Francesco Pignata      | 76,27                  |
| 2005 | Cristiano Andrei (2)   | 54,47            | Marco Lingua          | 72,90               | Francesco Pignata (2)  | 77,62                  |
| 2006 | Cristiano Andrei (3)   | 59,16            | Marco Lingua (2)      | 75,02               | Francesco Pignata (3)  | 75,27                  |
| 2007 | Hannes Kirchler        | 61,45            | Marco Lingua (3)      | 76,49               | Francesco Pignata (4)  | 76,27                  |
| 2008 | Diego Fortuna (6)      | 60,45            | Nicola Vizzoni (9)    | 76,45               | Francesco Pignata (5)  | 70,51                  |
| 2009 | Giovanni Faloci        | 60,38            | Nicola Vizzoni (10)   | 75,95               | Emanuele Sabbio        | 70,20                  |
| 2010 | Giovanni Faloci (2)    | 61,09            | Nicola Vizzoni (11)   | 77,38               | Gianluca Tamberi       | 70,37                  |
| 2011 | Federico Apolloni      | 57,16            | Nicola Vizzoni (12)   | 73,26               | Leonardo Gottardo      | 75,83                  |
| 2012 | Giovanni Faloci (3)    | 59,95            | Lorenzo Povegliano    | 75,50               | Norbert Bonvecchio     | 73,16                  |
| 2013 | Eduardo Albertazzi     | 61,55            | Nicola Vizzoni (13)   | 72,90               | Leonardo Gottardo (2)  | 72,18                  |
| 2014 | Hannes Kirchler (2)    | 58,53            | Nicola Vizzoni (14)   | 74,83               | Norbert Bonvecchio (2) | 73,41                  |
| 2015 | Federico Apolloni (2)  | 59,93            | Marco Lingua (4)      | 70,76               | Norbert Bonvecchio (3) | 77,04                  |
| 2016 | Giovanni Faloci (4)    | 59,52            | Marco Lingua (5)      | 75,87               | Antonio Fent           | 77,94                  |
| 2017 | Hannes Kirchler (3)    | 59,27            | Marco Lingua (6)      | 75,61               | Mauro Fraresso         | 74,11                  |
| 2018 | Federico Apolloni (3)  | 57,33            | Marco Lingua (7)      | 74,62               | Mauro Fraresso (2)     | 77,84                  |
| 2019 | Giovanni Faloci (5)    | 60,96            | Marco Lingua (8)      | 73,56               | Mauro Fraresso (3)     | 81,79                  |
| 2020 | non disputati          | non disputati    | non disputati         | non disputati       | non disputati          | non disputati          |
| 2021 | Nazzareno Di Marco     | 59,08            | Marco Lingua (9)      | 70,98               | Roberto Orlando        | 73,67                  |
| 2022 | Nazzareno Di Marco (2) | 59,10            | Giorgio Olivieri      | 74,39               | Roberto Orlando (2)    | 74,82                  |
| 2023 | Giovanni Faloci (6)    | 57,89            | Giorgio Olivieri (2)  | 73,03               | Simone Comini          | 72,65                  |
| 2024 | Alessio Mannucci       | 61,83            | Marco Lingua (10)     | 71,04               | Michele Fina           | 71,95                  |

### Donne
In grassetto il record dei campionati.
| Anno | Lancio del martello  | Lancio del martello  | Lancio del disco       | Lancio del disco | Lancio del giavellotto | Lancio del giavellotto |
| ---- | -------------------- | -------------------- | ---------------------- | ---------------- | ---------------------- | ---------------------- |
| Anno | Atleta               | Misura               | Atleta                 | Misura           | Atleta                 | Misura                 |
| 1984 | non ancora istituito | non ancora istituito | Renata Scaglia         | 52,16            | Ambra Giacchetti       | 55,46 (v.a.)           |
| 1985 | non ancora istituito | non ancora istituito | non disputato          | non disputato    | Valeria Pollacci       | 44,74 (v.a.)           |
| 1986 | non ancora istituito | non ancora istituito | Agnese Maffeis         | 48,58            | non disputato          | non disputato          |
| 1987 | non ancora istituito | non ancora istituito | Maria Marello          | 51,88            | Ambra Giacchetti (2)   | 49,00 (v.a.)           |
| 1988 | non ancora istituito | non ancora istituito | Marcella Masper        | 48,06            | Marinella Ambrosio     | 48,72 (v.a.)           |
| 1989 | non ancora istituito | non ancora istituito | Maria Marello (2)      | 52,42            | Claudia Gigliozzi      | 46,80 (v.a.)           |
| 1990 | non ancora istituito | non ancora istituito | Maria Marello (3)      | 52,42            | Gloria Crippa          | 51,44 (v.a.)           |
| 1991 | non ancora istituito | non ancora istituito | Maria Marello (4)      | 54,64            | Marinella Ambrosio (2) | 49,86 (v.a.)           |
| 1992 | non ancora istituito | non ancora istituito | Agnese Maffeis (2)     | 53,64            | Claudia Gigliozzi (2)  | 50,38 (v.a.)           |
| 1993 | non ancora istituito | non ancora istituito | Maria Marello (5)      | 50,54            | Veronica Becuzzi       | 54,00 (v.a.)           |
| 1994 | Alessandra Coaccioli | 45,66                | Agnese Maffeis (3)     | 60,66            | Sabina Guarnelli       | 52,60 (v.a.)           |
| 1995 | Monica Torazzi       | 43,50                | Maria Marello (6)      | 53,44            | Claudia Coslovich      | 59,22 (v.a.)           |
| 1996 | Maria Tranchina      | 52,16                | Agnese Maffeis (4)     | 56,98            | Cinzia Dallona         | 54,00 (v.a.)           |
| 1997 | Monica Torazzi (2)   | 57,52                | Donatella Rigamonti    | 51,26            | Claudia Gigliozzi (3)  | 51,22 (v.a.)           |
| 1998 | Ester Balassini      | 58,23                | Agnese Maffeis (5)     | 58,76            | Claudia Coslovich (2)  | 62,80 (v.a.)           |
| 1999 | Ester Balassini (2)  | 59,61                | Agnese Maffeis (6)     | 54,77            | Tiziana Rocco          | 57,27 (v.a.)           |
| 2000 | Ester Balassini (3)  | 61,13                | Giorgia Baratella      | 52,76            | Claudia Coslovich (3)  | 61,16                  |
| 2001 | Ester Balassini (4)  | 65,35                | Agnese Maffeis (7)     | 52,59            | Claudia Coslovich (4)  | 60,11                  |
| 2002 | Ester Balassini (5)  | 66,10                | Agnese Maffeis (8)     | 57,04            | Claudia Coslovich (5)  | 61,82                  |
| 2003 | Ester Balassini (6)  | 67,36                | Agnese Maffeis (9)     | 54,65            | Elisabetta Marin       | 57,57                  |
| 2004 | Ester Balassini (7)  | 67,86                | Agnese Maffeis (10)    | 52,44            | Claudia Coslovich (6)  | 56,57                  |
| 2005 | Ester Balassini (8)  | 70,02                | Giorgia Baratella (2)  | 52,57            | Elisabetta Marin (2)   | 56,14                  |
| 2006 | Ester Balassini (9)  | 72,11                | Giorgia Godino         | 53,41            | Zahra Bani             | 55,91                  |
| 2007 | Clarissa Claretti    | 71,27                | Cristiana Checchi      | 57,17            | Claudia Coslovich (7)  | 56,02                  |
| 2008 | Ester Balassini (10) | 70,24                | Laura Bordignon        | 59,21            | Zahra Bani (2)         | 59,52                  |
| 2009 | Silvia Salis         | 67,63                | Laura Bordignon (2)    | 57,84            | Zahra Bani (3)         | 52,99                  |
| 2010 | Silvia Salis (2)     | 71,25                | Laura Bordignon (3)    | 59,02            | Zahra Bani (4)         | 58,75                  |
| 2011 | Silvia Salis (3)     | 67,45                | Laura Bordignon (4)    | 52,57            | Zahra Bani (5)         | 58,54                  |
| 2012 | Silvia Salis (4)     | 70,20                | Laura Bordignon (5)    | 54,29            | Zahra Bani (6)         | 57,81                  |
| 2013 | Elisa Magni          | 61,48                | Valentina Aniballi     | 52,68            | Zahra Bani (7)         | 51,93                  |
| 2014 | Silvia Salis (5)     | 70,48                | Laura Bordignon (6)    | 53,49            | Sara Jemai             | 52,92                  |
| 2015 | Silvia Salis (6)     | 69,36                | Stefania Strumillo     | 54,88            | Zahra Bani (8)         | 52,63                  |
| 2016 | Elisa Palmieri       | 65,75                | Natalina Capoferri     | 54,46            | Sara Jemai (2)         | 52,20                  |
| 2017 | Sara Fantini         | 67,28                | Valentina Aniballi (2) | 52,92            | Zahra Bani (9)         | 57,87                  |
| 2018 | Sara Fantini (2)     | 56,60                | Giada Andreutti        | 56,60            | Sara Jemai (3)         | 55,35                  |
| 2019 | Sara Fantini (3)     | 65,87                | Giada Andreutti (2)    | 56,10            | Sara Jemai (4)         | 56,54                  |
| 2020 | non disputati        | non disputati        | non disputati          | non disputati    | non disputati          | non disputati          |
| 2021 | Sara Fantini (4)     | 69,71                | Stefania Strumillo (2) | 53,39            | Sara Jemai (5)         | 53,64                  |
| 2022 | Sara Fantini (5)     | 68,18                | Daisy Osakue           | 61,63            | Carolina Visca         | 55,81                  |
| 2023 | Sara Fantini (6)     | 72,51                | Daisy Osakue (2)       | 56,06            | Sara Jemai (6)         | 55,32                  |
| 2024 | Sara Fantini (7)     | 68,28                | Daisy Osuake (3)       | 59,98            | Paola Padovan          | 54,52                  |